# Sepulcro de Cristo

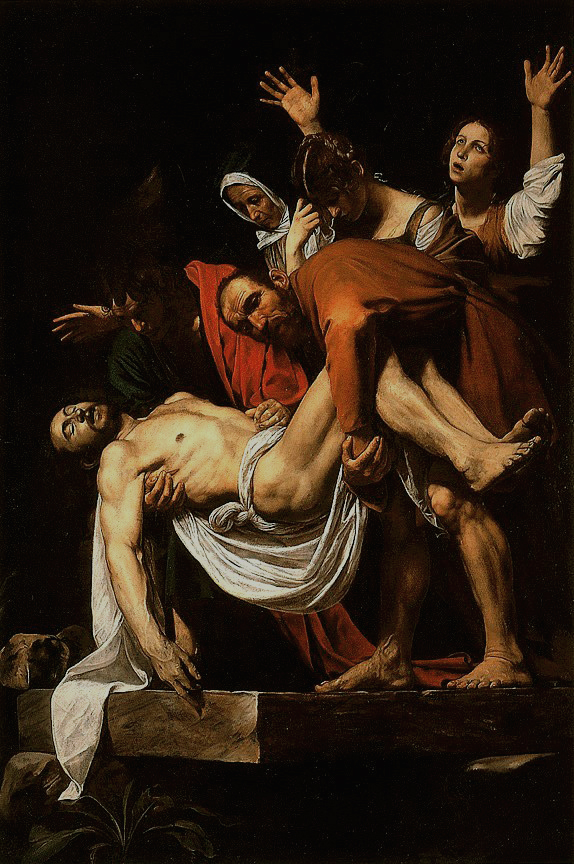
La Deposizione di Cristo, de Caravaggio.

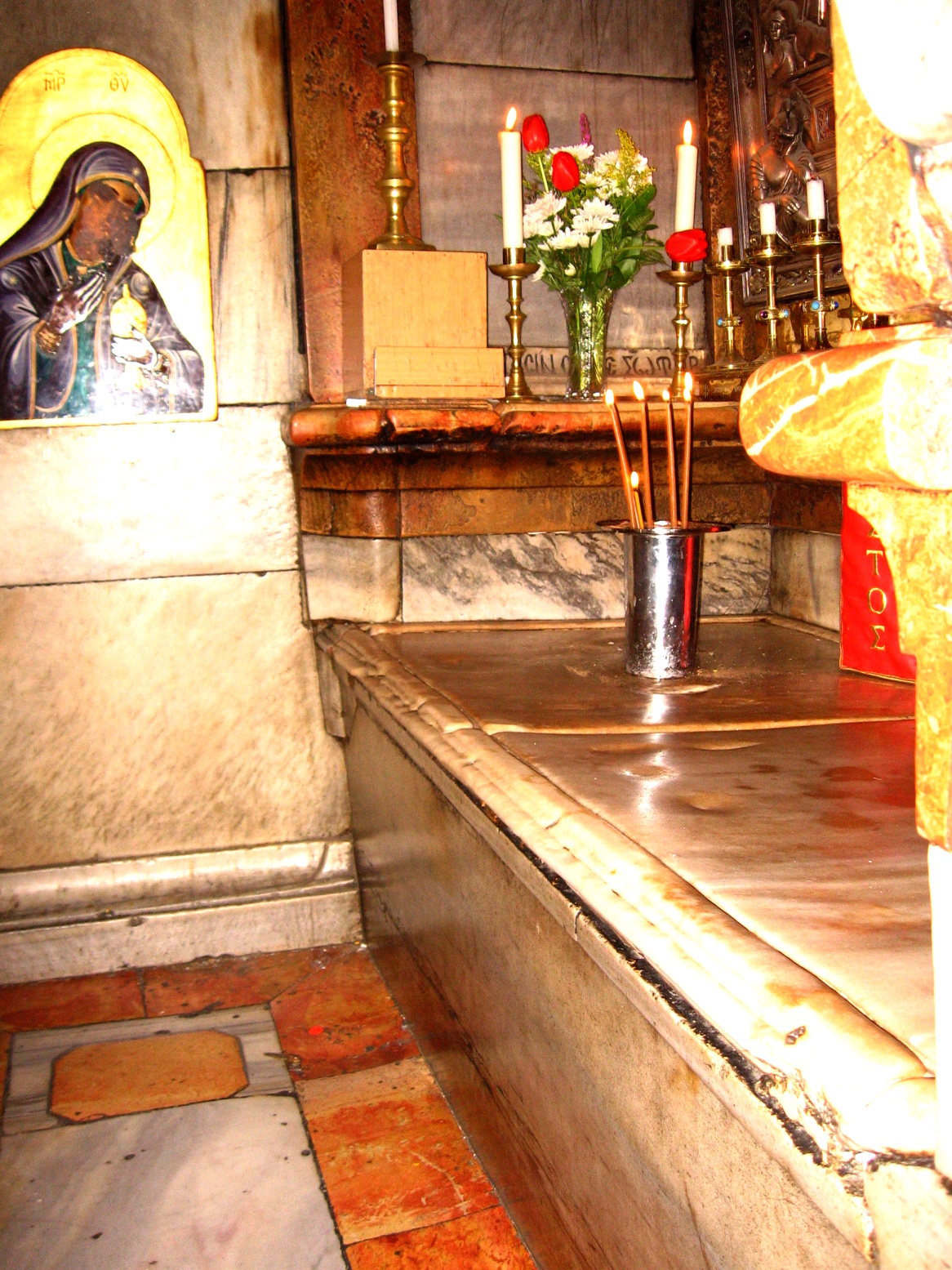
El sepulcro venerado en la Iglesia del Santo Sepulcro.

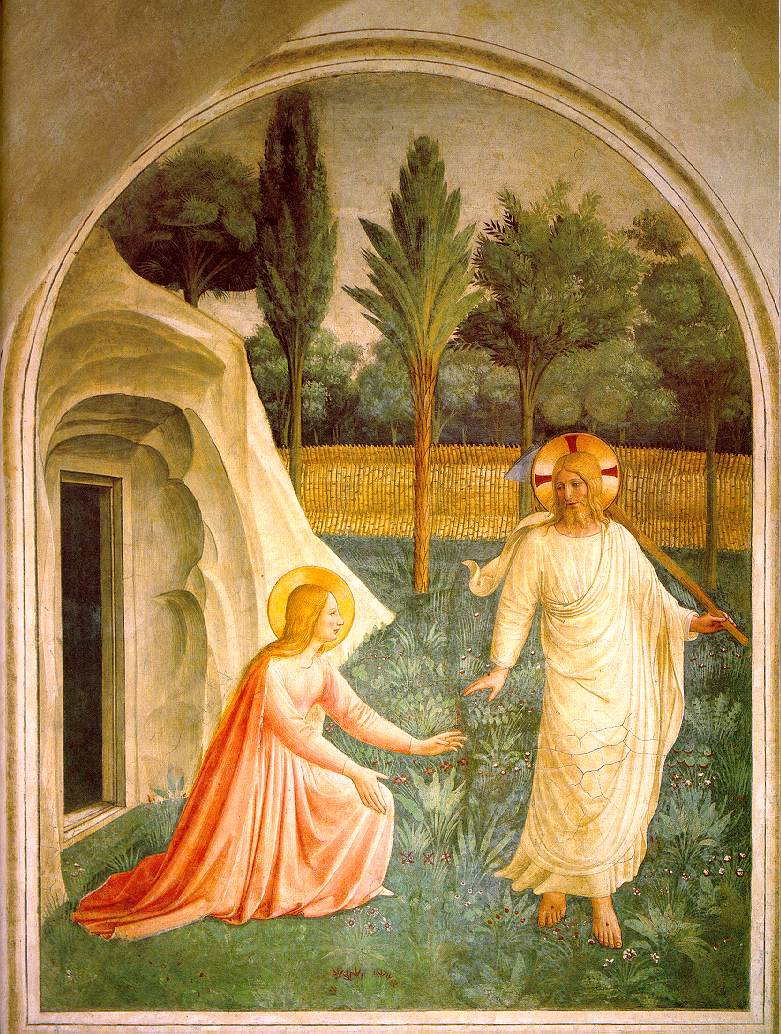
María Magdalena descubre a Cristo resucitado ante la tumba vacía. Noli me tangere, de Fra Angelico.

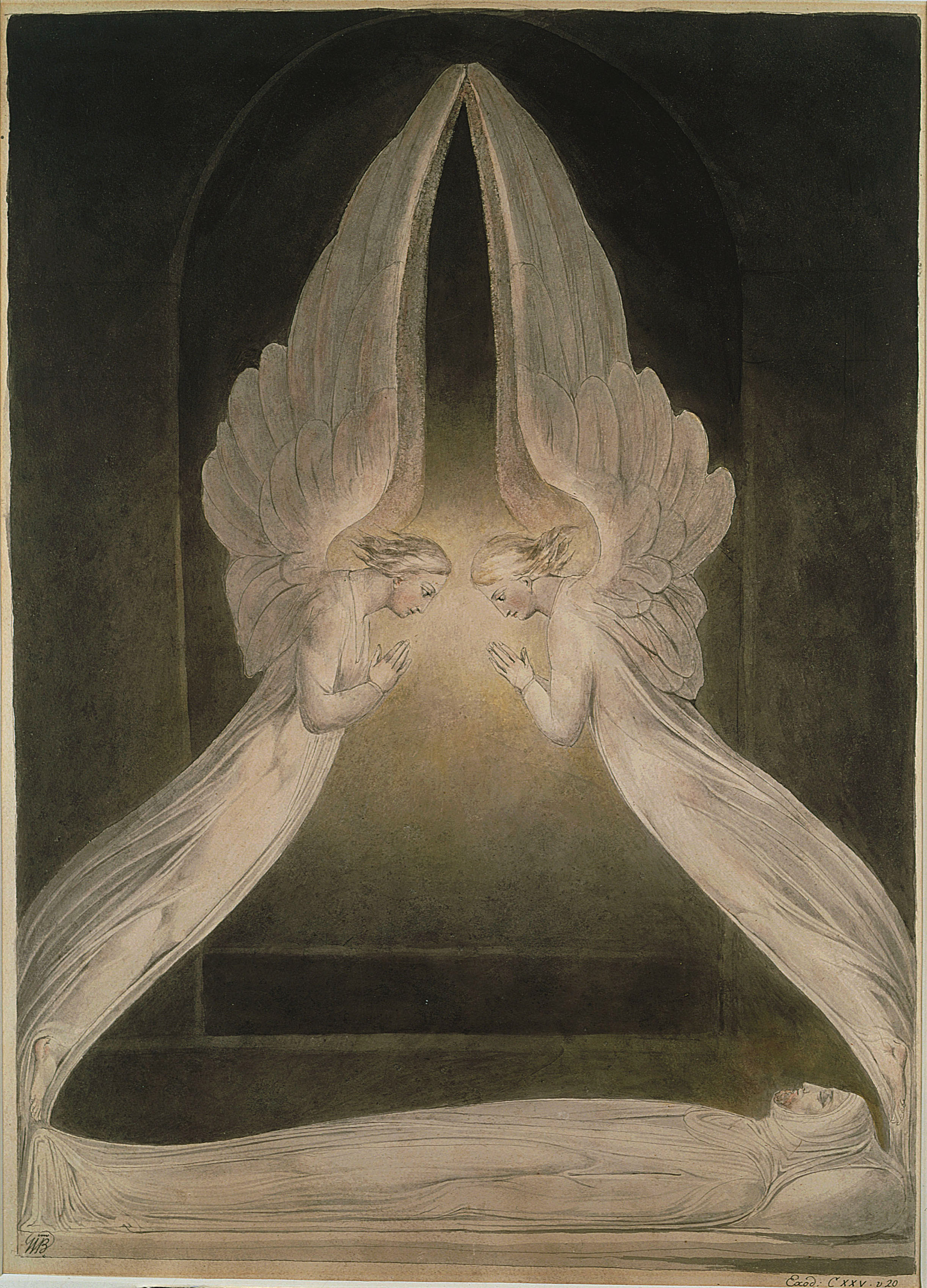
William Blake, Christ in the Sepulchre, Guarded by Angels.

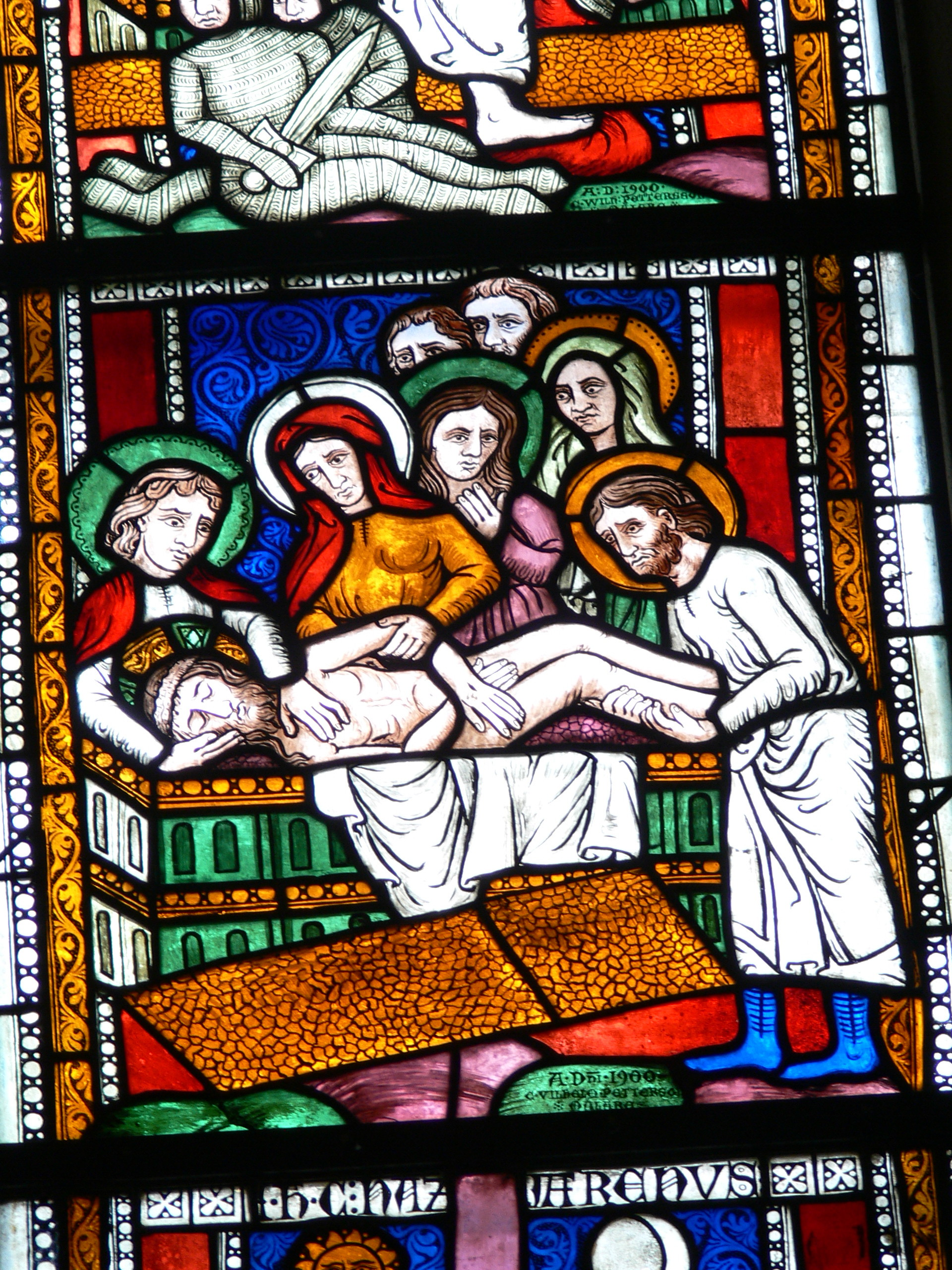
Vitral del.

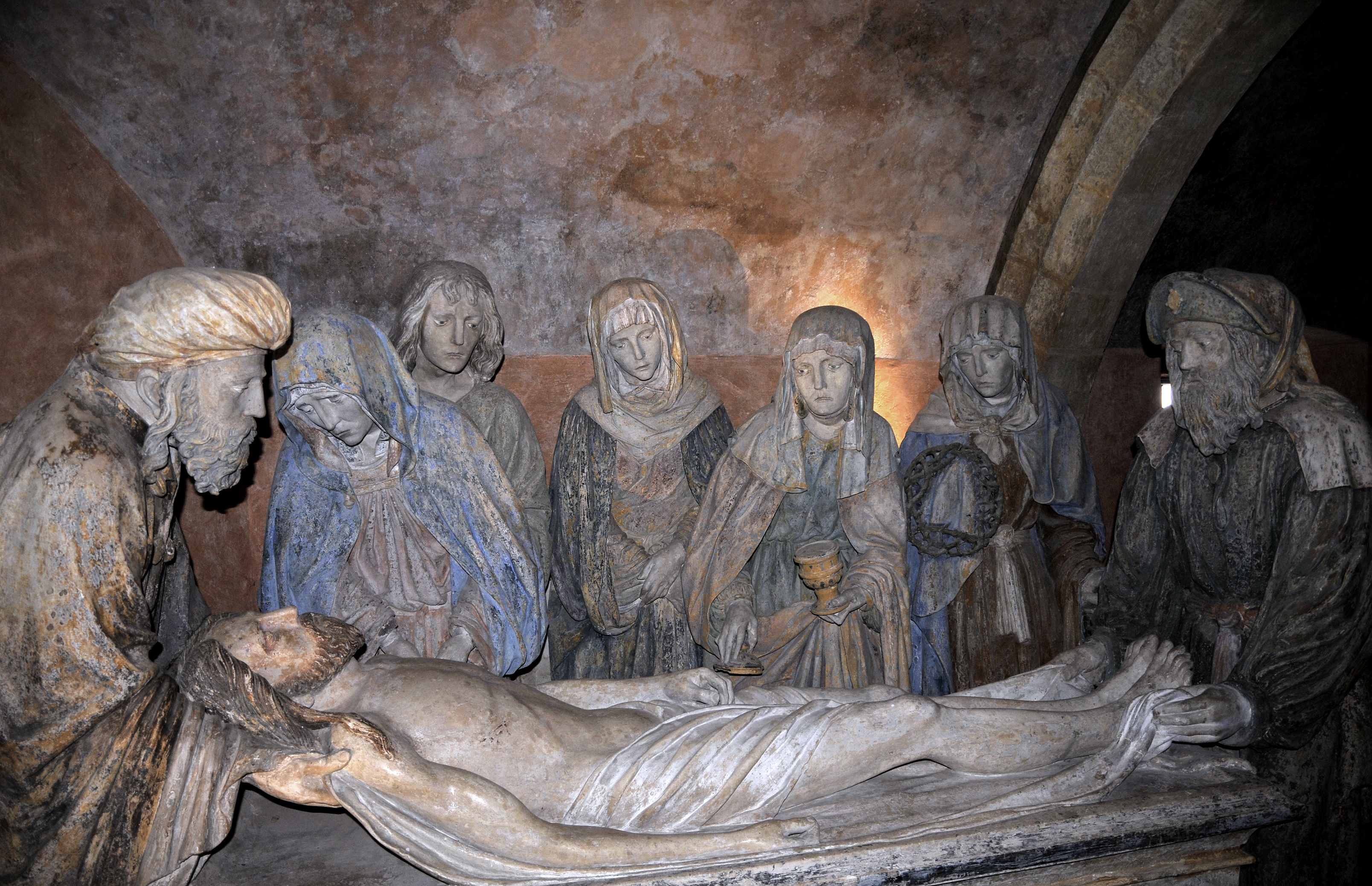
Mise au tombeau (enterramiento) por el maestro de Chaource, escultura que data de 1515-1520, en la cripta de la iglesia Saint-Jean-Baptiste de Chaource (Francia).

Sepulcro, tumba o sepultura de Cristo, Jesucristo o Jesús son las denominaciones convencionales de los diferentes lugares propuestos como lugar de enterramiento (sepulcro, tumba o sepultura) de Jesucristo. También se utilizan para designar a un tema artístico muy utilizado en el arte cristiano (Deposición del cuerpo de Cristo o Santo Entierro), que reproduce la escena evangélica que lo trata (véase su iconografía en el artículo Lamentación sobre Cristo muerto). El que se limita a la representación del cuerpo yacente de Cristo en su tumba se suele denominar Cristo muerto.
La Iglesia del Santo Sepulcro de Jerusalén se levantó sobre el lugar venerado tradicionalmente.
En el siglo XIX se descubrió a las afueras de la Ciudad Vieja de Jerusalén un lugar que algunos grupos protestantes y peregrinos comenzaron a considerar que era más probable como lugar de enterramiento de Cristo: la llamada tumba del jardín. En 1980 se descubrió la tumba de los diez osarios, entre los que hay uno denominado de Yehshúah Bar Yoshef ("Jesús, hijo de José").
Las tradiciones que consideran que Jesucristo no murió en la cruz, sino que sobrevivió, salió de Jerusalén y se fue a otro lugar, proponen distintos lugares como tumba de Cristo: Roza Bal, en Srinagar (India), venerada por los musulmanes ahmadíes como tumba de Yuz Asaf ("hijo de José"); y la localidad japonesa de Shingō (Aomori).

La mayor parte de los exégetas bíblicos consideran el entierro de Cristo como parte de las más tempranas tradiciones evangélicas cristianas. John Dominic Crossan recoge la posibilidad de que, como ocurría con otros condenados a muerte por los romanos, el cuerpo de Jesús pudo ser arrojado a los perros de modo que no quedaran restos para ser enterrados.
En la iglesia ortodoxa se denomina zoodochos ("receptor de vida") a un atributo de la tumba de Cristo que la vincula por un lado con la resurrección y por otro con la Virgen (Theotokos o "madre de Dios").

## Relatos bíblicos

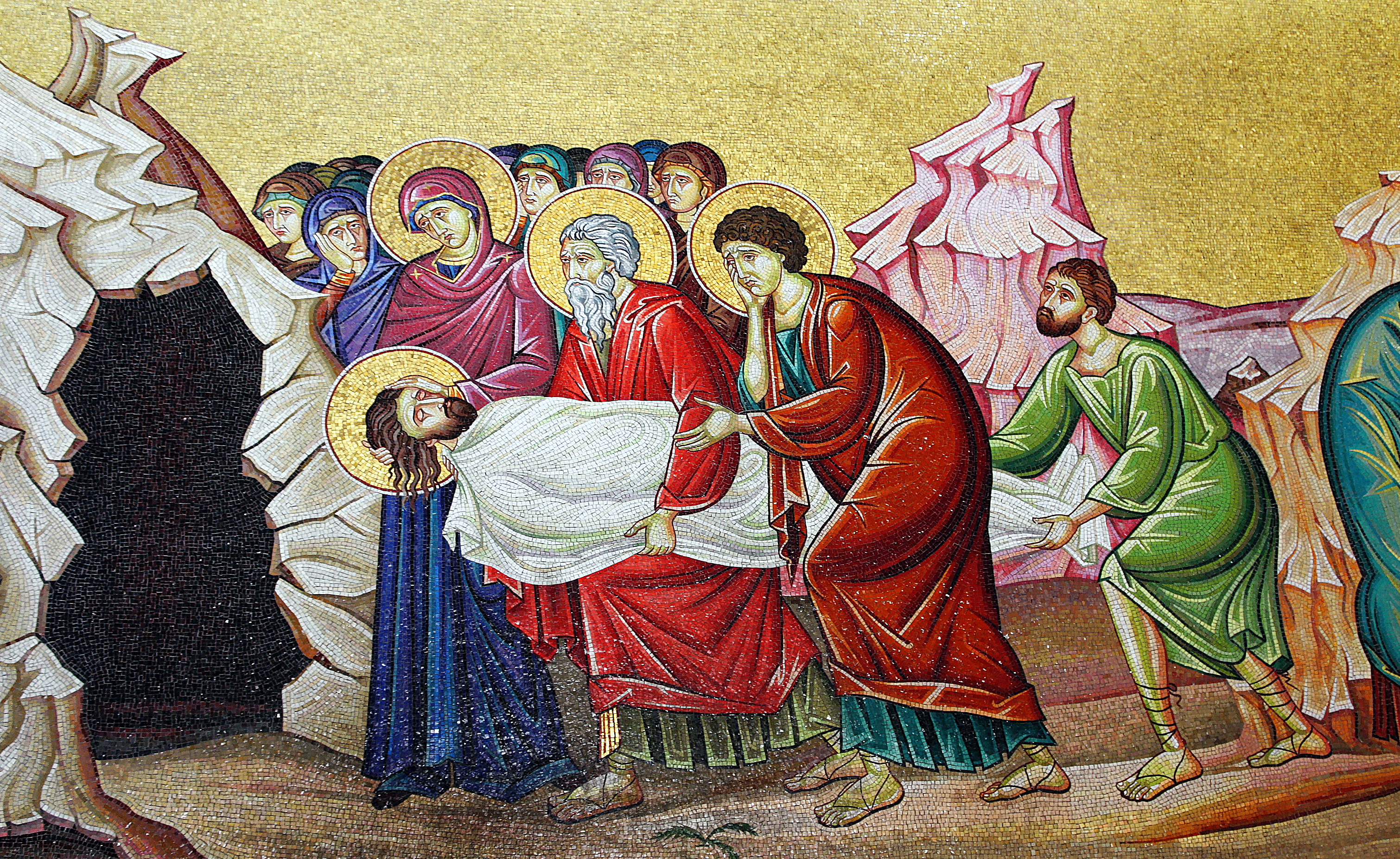
Mosaico mural del entierro de Jesús cerca de la Piedra de la unción

La referencia más antigua a un entierro de Jesús se encuentra en una carta de Pablo. Escribiendo a la Corintios alrededor del año 54 d. C.,se refiere al relato que había recibido de la muerte y resurrección de Jesús ("y que fue sepultado, y que resucitó al tercer día según las Escrituras").
Los cuatro evangelios canónicos, escritos entre los años 66 y 95, concluyen con una extensa narración del arresto de Jesús, juicio, crucifixión, sepultura y resurrección.: p.91  Narran cómo, en la tarde de la Crucifixión, José de Arimatea pidió a Pilato el cuerpo y, después de que Pilato accediera a su petición, lo envolvió en una tela de lino y lo depositó en una tumba. Según NRSV, fue depositado en una tumba por "el consejo en pleno".
La erudición moderna hace hincapié en contrastar los relatos evangélicos, y encuentra más probable la representación de Marcos.

### Evangelio de Marcos
En el Evangelio de Marcos (el más antiguo de los evangelios canónicos), escrito en torno a los años 66 y 72,. José de Arimatea es un miembro del Sanedrín, que había condenado a Jesús, que desea asegurarse de que el cadáver sea enterrado de acuerdo con la ley judía, según la cual los cadáveres no podían dejarse expuestos durante la noche. Pone el cuerpo en un sudario nuevo y lo deposita en una tumba excavada en la roca. El historiador judío Josefo, escribiendo más tarde en el siglo, describió cómo los judíos consideraban esta ley tan importante que incluso los cuerpos de los criminales crucificados eran bajados y enterrados antes de la puesta del sol. En este relato, José sólo hace lo mínimo para observar la Ley, envolviendo el cuerpo en un paño, sin mención de lavarlo (Taharah) o ungirlo. Esto puede explicar por qué Marcos menciona un acontecimiento anterior a la crucifixión en el que una mujer derrama perfume sobre Jesús. Jesús es así preparado para el entierro incluso antes de su muerte real.

#### Texto bíblico
Y ya al atardecer, puesto que era la Parasceve —es decir, el día anterior al sábado—, vino José de Arimatea, miembro ilustre del Consejo, que también él esperaba el Reino de Dios, y con audacia llegó hasta Pilato y le pidió el cuerpo de Jesús. Pilato se sorprendió de que ya hubiera muerto y, llamando al centurión, le preguntó si efectivamente había muerto. Informado por el centurión, le dio el cuerpo muerto a José. Entonces éste, después de comprar una sábana, lo descolgó y lo envolvió en ella, lo depositó en un sepulcro que estaba excavado en una roca e hizo rodar una piedra a la entrada del sepulcro. María Magdalena y María la de José observaban dónde lo colocaban.

### Evangelio de Mateo
El Evangelio de Mateo fue escrito alrededor de los años 80 a 85, utilizando el Evangelio de Marcos como fuente. En este relato no se hace referencia a José de Arimatea como miembro del Sanedrín, sino como un discípulo rico de Jesús. Muchos intérpretes han leído esto como una sutil orientación del autor hacia los partidarios ricos, mientras que otros creen que se trata del cumplimiento de la profecía de Isaías 53:9: 
"E hicieron su sepulcro con los impíos, Y con los ricos su sepulcro; Aunque no había hecho violencia, Ni había engaño en su boca."
 Esta versión sugiere un entierro más honorable: José envuelve el cuerpo en un sudario limpio y lo coloca en su propia tumba, y la palabra utilizada es soma (cuerpo) en lugar de ptoma (cadáver). El autor añade que las autoridades romanas "aseguraron la tumba poniendo un precinto en la piedra y apostando la guardia."

#### Texto bíblico
Al atardecer vino un hombre rico de Arimatea, llamado José, que también él se había hecho discípulo de Jesús. Éste se presentó a Pilato y le pidió el cuerpo de Jesús. Pilato, entonces, ordenó que se lo entregaran. Y José tomó el cuerpo, lo envolvió en una sábana limpia y lo puso en su sepulcro, que era nuevo y que había mandado excavar en la roca. Hizo rodar una gran piedra a la puerta del sepulcro y se marchó. Estaban allí María Magdalena y la otra María sentadas frente al sepulcro. Al día siguiente de la Parasceve se reunieron los príncipes de los sacerdotes y los fariseos ante Pilato y le dijeron: —Señor, nos hemos acordado de que ese impostor dijo en vida: «Al tercer día resucitaré». Manda, por eso, custodiar el sepulcro hasta el tercer día, no vaya a ser que vengan sus discípulos, lo roben y digan al pueblo: «Ha resucitado de entre los muertos», y sea la última impostura peor que la primera. Pilato les respondió: —Ahí tenéis la guardia; id a custodiarlo como os parezca bien. Ellos se fueron a asegurar el sepulcro sellando la piedra y poniendo la guardia.

### Evangelio de Lucas
El Evangelio de Marcos es también una fuente para el relato dado en el Evangelio de Lucas, escrito alrededor del año 90-95. Como en la versión de Marcos, José es descrito como miembro del Sanedrín, pero no está de acuerdo con la decisión del Sanedrín respecto a Jesús; se dice que "esperaba el reino de Dios" en lugar de ser discípulo de Jesús.

#### Texto bíblico
Había un hombre llamado José, varón bueno y justo, miembro del Consejo, que no estaba de acuerdo con su decisión y sus acciones. Era de Arimatea, ciudad de Judea, y esperaba el Reino de Dios. Éste se presentó a Pilato y le pidió el cuerpo de Jesús. Y lo descolgó, lo envolvió en una sábana y lo puso en un sepulcro excavado en la roca, donde nadie había sido colocado todavía. Era el día de la Parasceve y comenzaba a brillar el sábado. Las mujeres que habían venido con él desde Galilea le siguieron y vieron el sepulcro y cómo fue colocado su cuerpo. Regresaron y prepararon aromas y ungüentos. El sábado descansaron según el precepto.

### Evangelio de Juan
El Evangelio de Juan, el último de los evangelios, fue escrito alrededor de los años 80-90, y presenta a José como un discípulo que da a Jesús un entierro honorable. Juan dice que José fue asistido en el proceso de entierro por Nicodemo, que trajo una mezcla de mirra y áloe e incluyó estas especias en el paño funerario según las costumbres judías.

#### Texto bíblico
Después de esto, José de Arimatea, que era discípulo de Jesús, aunque a escondidas por temor a los judíos, le rogó a Pilato que le dejara retirar el cuerpo de Jesús. Y Pilato se lo permitió. Así que fue y retiró su cuerpo. Nicodemo, el que había ido antes a Jesús de noche, fue también llevando una mixtura de mirra y áloe, de unas cien libras. Tomaron el cuerpo de Jesús y lo envolvieron en lienzos, con los aromas, como es costumbre dar sepultura entre los judíos. En el lugar donde fue crucificado había un huerto, y en el huerto un sepulcro nuevo en el que todavía no había sido colocado nadie. Como era la Parasceve de los judíos y el sepulcro estaba cerca, pusieron allí a Jesús.

## Episodio evangélico
Una de las epístolas paulinas son el primer texto que contiene un pasaje donde se refiere, sin entrar en detalles, que Jesús fue enterrado. Los evangelios canónicos, que se escribieron más tarde, terminan con una detallada narración (casi hora por hora) de la Pasión de Cristo, que culmina con su muerte y resurrección. Entre ambos episodios se encuentra el entierro de Cristo.: p.91  En los cuatro evangelios se recoge que, en la tarde del día de la crucifixión, José de Arimatea solicita a Pilatos el permiso para recoger el cuerpo de Jesús. Tras conseguirlo, se dirige al Gólgota, donde el cadáver de Cristo seguía en la cruz, lo desclava y lo desciende (escena del Descendimiento), envolviéndo en un lienzo (el que la tradición identifica con el mantel de la Santa Cena y que se habría conservado como reliquia: la Síndone de Turín). Hay significativas diferencias entre los cuatro evangelios entre el considerado más temprano (evangelio de Marcos) y el considerado más tardío (evangelio de Juan).
En el de Marcos, José de Arimatea no aparece descrito como uno de los seguidores de Jesús, sino como un judío piadoso que desesa asegurarse que su cadáver sea enterrado de acuerdo con la ley judía, que no permite que se les deje expuestos de noche. El historiador judío Flavio Josefo describe cómo los judíos consideraban tan importante esta ley que incluso los cuerpos de los criminales crucificados debían ser descolgados y enterrados antes de la puesta de sol. En el evangelio de Mateo (27:57) se dice que José de Arimatea era un discípulo de Jesús. La crítica moderna tiende a analizar como contradictorios los relatos evangélicos, y encuentra el de Marcos como el más probable.
También según Marcos, José de Arimatea se limita a cumplir con los requisitos mínimos de la ley judía, envolviendo el cuerpo en un paño, sin mencionar su lavado o unción. Esto se interpreta como una consecuencia de un episodio previo a la crucifixión, narrado en Marcos 14:3-9: una mujer extiende perfume sobre Jesús, lo que sería una premonición de la preparación de su cuerpo para el entierro, aún en vida (véase iconografía evangélica del perfume). El último de los evangelios, el de Juan, difiere del de Marcos en este punto, reflejando cómo José de Arimatea (al que también se describe como discípulo), da a Jesús un entierro honorable; en cuyo proceso es asistido por Nicodemo, quien compra una mixtura de mirra y aloe, aromas propios del ropaje de los entierros según la costumbre judía de la época. El evangelio de Mateo (27:66) menciona que la tumba se aseguró poniendo sobre la piedra un sello y apostando una guardia.
Muy importante es el papel de las Santas Mujeres o Tres Marías, a las que también se denomina miróforas ("portadoras de la mirra"), tanto en el entierro como en la resurrección (pues son las que descubren la tumba vacía).

## En la literatura no canónica
El Libro apócrifo del Nuevo Testamento, manuscrito conocido como el Evangelio de Pedro, afirma que los judíos entregaron el cuerpo de Jesús a José, quien más tarde lo lava y luego lo entierra en un lugar llamado "Jardín de José".

## Historicidad

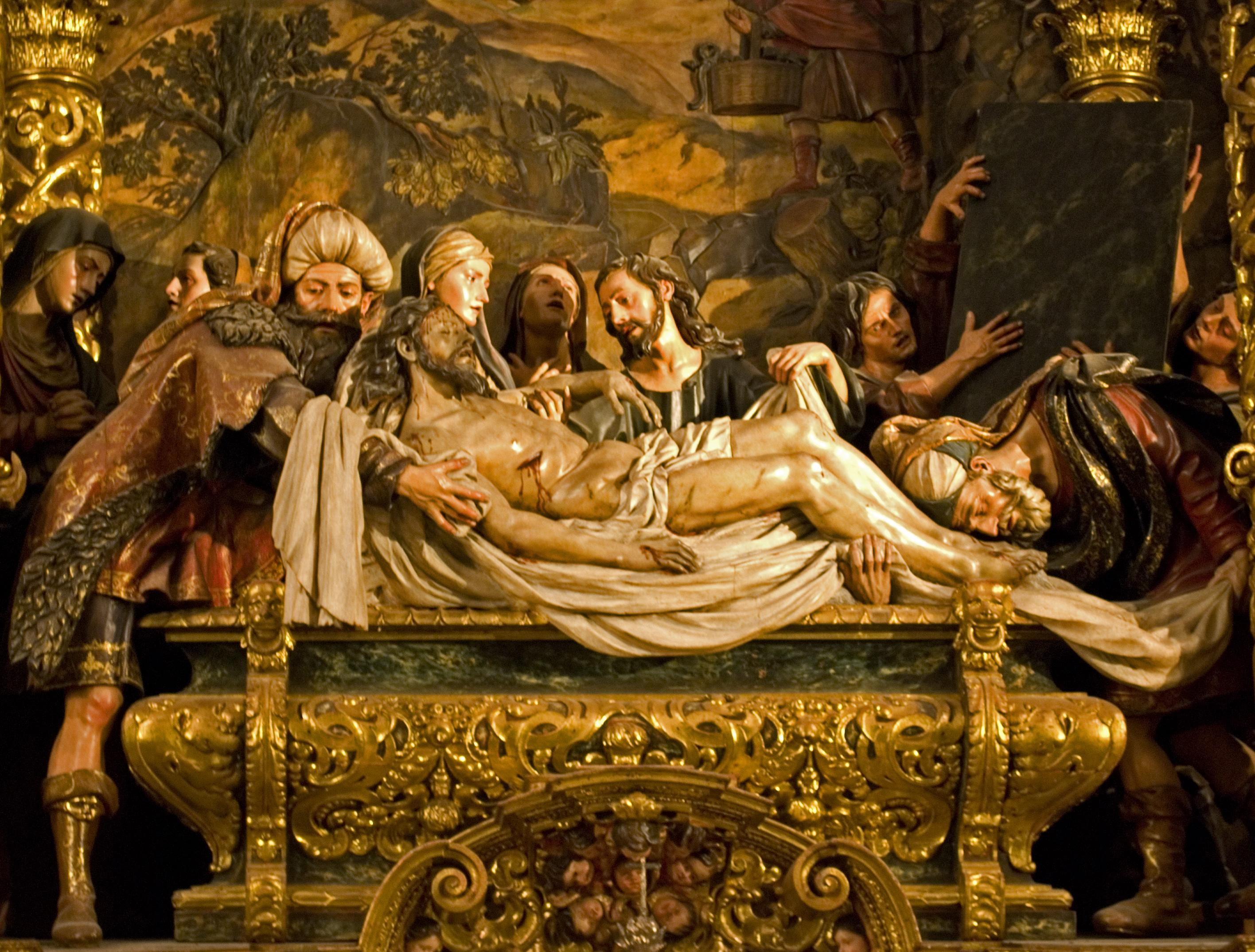
El Entierro de Cristo de Pedro Roldán

Los estudiosos difieren sobre la historicidad de la historia del entierro, y la cuestión de si Jesús recibió un entierro decente. Los puntos de controversia son si el cuerpo de Jesús fue sacado de la cruz antes de la puesta del sol, o si se dejó en la cruz para que se descompusiera; si su cuerpo fue sacado de la cruz y enterrado específicamente por José de Arimatea, o por el Sanedrín o un grupo de judíos en general; y si fue enterrado, y en caso afirmativo, qué tipo de tumba, o si fue enterrado en una fosa común. 
Un argumento a favor de un entierro decente antes de la puesta del sol es la costumbre judía, basada en la Torá, de que el cuerpo de una persona ejecutada no debe permanecer en el árbol donde se colgó el cadáver para su exhibición pública, sino que debe ser enterrado antes del amanecer. Esto se basa en NRSV, pero también está atestiguado en el Pergamino del Templo de los esenios, y en Josephus' Jewish War 4.5.2§317, que describe el entierro de insurgentes judíos crucificados antes de la puesta del sol.. También se hace referencia al Digesta, un código de derecho romano del siglo VI d. C., que contiene material del siglo II d. C. en el que se afirma que "los cuerpos de aquellos que han sido castigados sólo se entierran cuando se ha solicitado y se ha concedido el permiso"." El enterramiento de personas que fueron ejecutadas por crucifixión también está atestiguado por hallazgos arqueológicos como el de Jehohanan, un cuerpo con un clavo en el talón que no pudo ser retirado.
Martin Hengel argumentó que Jesús fue enterrado en desgracia como un criminal ejecutado que tuvo una muerte vergonzosa, una opinión que es "ahora ampliamente aceptada y se ha afianzado en la literatura académica".} John Dominic Crossan sostenía que los seguidores de Jesús no sabían qué ocurrió con el cuerpo.. Según Crossan, José de Arimatea es "una creación totalmente marcana en nombre, lugar y función", argumentando que los seguidores de Jesús dedujeron de Deut. 21:22-23 que Jesús fue enterrado por un grupo de judíos respetuosos de la ley, como se describe en Hechos 13:29. Esta historia fue adaptada por Marcos, convirtiéndola en la historia de la muerte de Jesús. Este relato fue adaptado por Marcos, convirtiendo al grupo de judíos en una persona concreta. Lo que realmente sucedió puede deducirse de la práctica romana habitual, que consistía en dejar el cuerpo en la hoguera, negando un entierro honorable o familiar, afirmando célebremente que "los perros estaban esperando. "
El estudioso británico del Nuevo Testamento Maurice Casey también señala que "se suponía que los criminales judíos recibían un entierro vergonzoso y deshonroso", citando a Josefo:

La situación general era suficiente para que Josefo comentara el final de un ladrón bíblico: "Y después de ser inmediatamente ejecutado, se le daba por la noche el deshonroso entierro propio de los condenados" (Jos. Ant. V, 44). De manera similar, dice de cualquiera que haya sido apedreado hasta la muerte por blasfemar contra Dios, 'que sea colgado durante el día, y que sea enterrado deshonrosa y secretamente (Jos. Ant. IV, 202).'

Casey sostiene que Jesús fue efectivamente enterrado por José de Arimatea, pero en una tumba para criminales propiedad del Sanedrín. Por lo tanto, rechaza la narrativa de la tumba vacía como legendaria.
El historiador del Nuevo Testamento Bart D. Ehrman también concluye que no sabemos lo que ocurrió con el cuerpo de Jesús, pero duda de que Jesús tuviera un entierro decente, y encuentra dudoso que Jesús fuera enterrado por José de Arimatea específicamente. Ehrman señala que Hechos 13 se refiere al Sanedrín en su conjunto poniendo el cuerpo de Jesús en una tumba, no a un solo miembro. Según Ehrman, la historia puede haber sido embellecida y detallada, y "lo que originalmente era una vaga declaración de que los líderes judíos sin nombre enterraron a Jesús se convierte en una historia de un líder en particular, que es nombrado, haciéndolo". Ehrman da tres razones para dudar de un entierro decente. Señala que "A veces los apologistas cristianos argumentan que Jesús tuvo que ser bajado de la cruz antes de la puesta del sol del viernes porque al día siguiente era sábado y estaba en contra de la ley judía, o al menos de la sensibilidad judía, permitir que una persona permaneciera en la cruz durante el sábado. Desgraciadamente, el registro histórico sugiere justo lo contrario". Refiriéndose a Hengel y Crossan, Ehrman argumenta que la crucifixión estaba destinada a "torturar y humillar a una persona tanto como fuera posible", y el cuerpo normalmente se dejaba en la estaca para que se lo comieran los animales. Ehrman sostiene además que los criminales solían ser enterrados en fosas comunes, y Pilato no tenía ninguna preocupación por las sensibilidades judías, lo que hace poco probable que hubiera permitido que Jesús fuera enterrado.
Varios autores cristianos han rechazado las críticas, considerando que los relatos evangélicos son históricamente fiables. [John A.T. Robinson]] afirma que "el entierro de Jesús en la tumba es uno de los hechos más antiguos y mejor atestiguados sobre Jesús". Dale Allison, revisando los argumentos de Crossan y Ehrman, considera fuerte esta afirmación pero "encuentra probable que un hombre llamado José, probablemente un sanedrita, del oscuro Arimatea, buscara y obtuviera permiso de las autoridades romanas para hacer los arreglos para el apresurado entierro de Jesús". Raymond E. Brown, escribiendo en 1973 antes de las publicaciones de Hengel y Crossan, menciona que varios autores han defendido el entierro en una fosa común, pero Brown sostiene que el cuerpo de Jesús fue enterrado en una tumba nueva por José de Arimatea de acuerdo con los Ley mosaica, que establecía que una persona colgada en un árbol no debía permanecer allí durante la noche, sino que debía ser enterrada antes de la puesta del sol. 
James Dunn rechaza las críticas, afirmando que "la tradición es firme en cuanto a que Jesús recibió un entierro apropiado (Marcos 15.42-47 pars.), y hay buenas razones por las que su testimonio debe ser respetado". Dunn sostiene que la tradición del entierro es "una de las piezas más antiguas de la tradición que tenemos", en referencia a 1 Cor. 15.4; el entierro estaba en consonancia con la costumbre judía según lo prescrito por Deut. 21. 22-23 y confirmado por Josefo Guerra; se conocen casos de entierro de personas crucificadas, como atestigua el entierro de Jehohanan; José de Arimatea "es un personaje histórico muy plausible"; y "la presencia de las mujeres en la cruz y su participación en el entierro de Jesús puede atribuirse más a la memoria oral temprana que a la narración creativa".. N. T. Wright sostiene que el entierro de Cristo forma parte de las primeras tradiciones evangélicas. Craig A. Evans se refiere a Deut. 21:22-23 y a Josefo para argumentar que el entierro de Jesús concuerda con la sensibilidad judía y la realidad histórica.  Evans también señala que "políticamente, también, parece poco probable que, en la víspera de la Pascua, una fiesta que celebra la liberación de Israel de la dominación extranjera, Pilato hubiera querido provocar a la población judía" negando a Jesús un entierro apropiado.
Según el profesor de religión John Granger Cook, hay textos históricos que mencionan fosas comunes, pero no contienen ninguna indicación de que esos cuerpos fueran desenterrados por animales. En ningún texto romano se menciona una fosa abierta o tumbas poco profundas. Hay una serie de textos históricos fuera de los evangelios que muestran que los cuerpos de los muertos crucificados fueron enterrados por familiares o amigos. Cook escribe que "esos textos muestran que la narración del entierro de Jesús por José de Arimatea sería perfectamente comprensible para un lector grecorromano de los evangelios e históricamente creíble". Cook señala que numerosos críticos tempranos del cristianismo, como Celso, Porfirio, Hierocles, Juliano y el anónimo filósofo pagano de Macario, aceptaron la historicidad del entierro pero rechazaron la resurrección. 

## Significado teológico
Pablo el apóstol recoge el tema de la tumba de Cristo en los versículos 3 y 4 del capítulo 15 de la primera epístola a los corintios, donde incluye la interpretación de que el ser enterrado y resucitar al tercer día es un cumplimiento de las profecías del Antiguo Testamento. Estas palabras constituyen una de las más antiguas partes del credo, que hay quien considera pre-paulinas.
El entierro de Cristo se menciona específicamente en el Credo de los Apóstoles ("fue crucificado, muerto y sepultado"). El Catecismo de Heidelberg pregunta "¿Por qué fue enterrado?", respondiendo "Su enterramiento testifica que murió realmente". El Catecismo de la Iglesia Católica señala que el misterio del Sábado Santo, cuando Cristo yace en la tumba, revela el gran sabbath del descanso de Dios tras el cumplimiento de la salvación del hombre, que trae paz al universo entero; y que la estancia de Cristo en la tumba constituye un vínculo real entre su estado "pasible" (capaz de padecimientos) anterior a su muerte y su estado "glorioso" posterior a su resurrección.

## Comentarios de la Iglesia católica
La legislación judía requería que los cuerpos de los ejecutados, especialmente los colgados, fueran enterrados antes de que terminara el día, ya que se consideraba que eran una maldición de Dios y sus cadáveres contaminaban la tierra. En el caso de Jesús, se sumó la urgencia de enterrarlo antes del sábado, posiblemente coincidiendo con la Pascua según el calendario saduceo. Esto explica la prisa de las autoridades judías al solicitar a Pilato. Parasceve es una palabra griega que significa "preparación". Se usaba para describir el día en el que se preparaban las necesidades para el sábado, un día consagrado a Dios en el que no se permitía trabajar. También se refería al día anterior a grandes festividades sabáticas, como la Pascua.
En el plan de salvación de Dios, se dispuso que su Hijo no solo "muriera por nuestros pecados", sino que también experimentara la muerte, es decir, conociera el estado de separación entre su alma y su cuerpo durante un tiempo específico: Entre el momento en que Él expiró en la Cruz y el momento en que resucitó. Este estado de Cristo muerto es el misterio del sepulcro y del descenso a los infiernos». San Mateo, con unas indicaciones —el sepulcro nuevo y la gran piedra, el sello y la guardia— señala la verdadera muerte de Cristo y lo infundado de una calumnia que se divulgó en aquel tiempo.
Tres notas enfatiza el evangelio respecto de la sepultura de Jesús. En primer lugar, la actitud de José de Arimatea, miembro del Sanedrín. En los otros evangelios se nos dice que era rico, discípulo del Señor aunque oculto, «bueno» y «justo», y que no había participado en la condena de Jesús. San Marcos prefiere subrayar su valentía al pedir a Pilato el cuerpo del Señor: 

José de Arimatea y Nicodemus visitan a Jesús ocultamente a la hora normal y a la hora de triunfo. Pero son valientes declarando ante la autoridad su amor a Cristo —audacter— con audacia, a la hora de la cobardía. —Aprende»

En segundo lugar, el evangelista señala la verdadera muerte de Jesús, verificada incluso por Pilato.
En tercer lugar, se menciona el sepulcro. Los judíos ricos solían construir los sepulcros excavados en roca en terrenos de su propiedad, y apunta que las mujeres lo observaban todo.

«El Señor, siendo Dios, se revistió de la naturaleza de hombre: sufrió por el que sufría, fue encarcelado en bien del que estaba cautivo, juzgado en lugar del culpable, sepultado por el que yacía en el sepulcro. Y, resucitando de entre los muertos, exclamó con voz potente: “¿Quién tiene algo contra mí? ¡Que se me acerque! Yo soy quien he librado al condenado, Yo quien he vivificado al muerto, Yo quien hice salir de la tumba al que ya estaba sepultado. ¿Quién peleará contra Mí? Yo soy —dice Cristo— el que venció la muerte, encadenó al enemigo, pisoteó el infierno, maniató al fuerte, llevó al hombre hasta lo más alto de los cielos; Yo, en efecto, que soy Cristo. Venid, pues, vosotros todos, los hombres que os halláis enfangados en el mal, recibid el perdón de vuestros pecados”» 

«Dios no impidió a la muerte separar el alma del cuerpo, según el orden necesario de la naturaleza, pero los reunió de nuevo, uno con otro, por medio de la resurrección a fin de ser Él mismo en persona el punto de encuentro de la muerte y de la vida, deteniendo en Él la descomposición de la naturaleza que produce la muerte y resultando Él mismo el principio de reunión de las partes separadas»

Comenta estos sucesos Agustín de Hipona de la siguiente manera:

Así como en el seno de María Virgen ninguno fue concebido antes ni después de Él, así en este sepulcro nadie fue sepultado ni antes ni después de Él»

## Uso en himnodia
El espiritual afroamericano Were you there? contiene el verso ¿Estabas allí cuando lo pusieron en la tumba? mientras que el villancico (Christmas carol) We Three Kings incluye este otro:
Mirra es mía, su perfume amargo

Respira una vida de penumbra creciente;

Afligido, suspirando, sangrando, muriendo,

Sellado en la fría tumba de piedra.
El himno "One Day", de John Wilbur Chapman recoge la escena diciendo: "Buried, He carried my sins far away."

## Representación en el arte
El Entierro de Cristo ha sido un tema popular en el arte, que se desarrolló en Europa occidental en el siglo X. Aparece en ciclos de la Vida de Cristo. Aparece en ciclos de la Vida de Cristo, donde sigue a la Deposición de Cristo o a la Lamentación sobre Cristo muerto. Desde el Renacimiento, a veces se ha combinado o confundido con alguna de ellas.

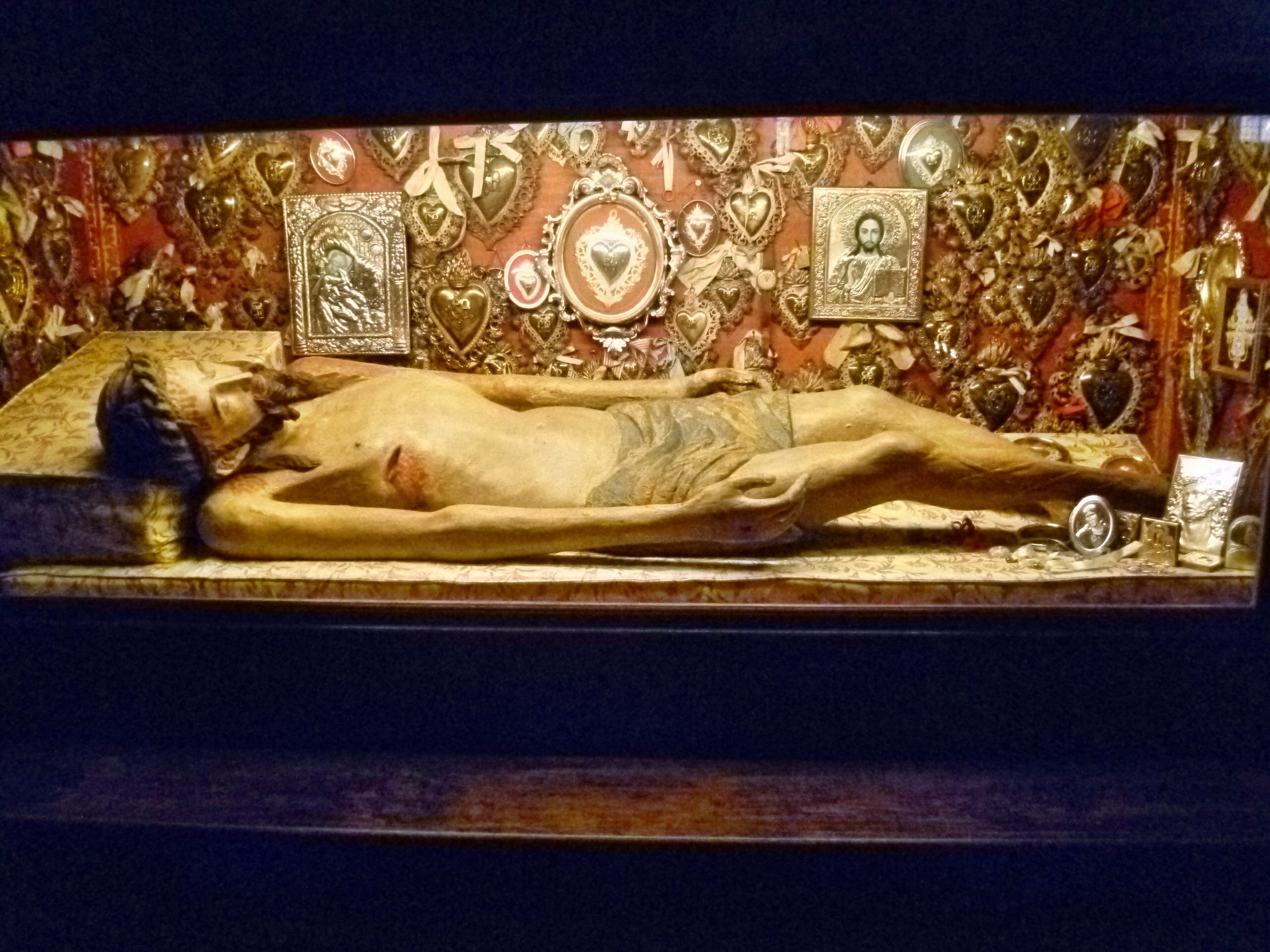
Escultura de madera de Cristo en su tumba por anónimo

Obras individuales notables con artículos incluyen:
- Lamentación de Cristo (Rogier van der Weyden, c. 1460-1463)
- El Entierro (Miguel Ángel, c. 1500-01)
- La Deposición (Rafael, 1507)
- El Entierro (Tiziano, 1559)
- El Entierro de Cristo (Caravaggio, 1603-04)
- Cristo velado (Sanmartino, 1753)